# Dowgidańce
Dowgidańce (lit. Daugidonys) − wieś na Litwie, w gminie rejonowej Soleczniki, 4 km na południowy wschód od Koleśników, zamieszkana przez 187 ludzi. Przed II wojną światową w Polsce, w powiecie lidzkim województwa nowogródzkiego.